# Lewisville (Indiana)
Lewisville és una població dels Estats Units a l'estat d'Indiana. Segons el cens del 2000 tenia 395 habitants.

## Demografia
Segons el cens del 2000, Lewisville tenia 395 habitants, 151 habitatges, i 117 famílies. La densitat de població era de 462,2 habitants/km².
Dels 151 habitatges en un 33,1% hi vivien nens de menys de 18 anys, en un 66,9% hi vivien parelles casades, en un 7,3% dones solteres, i en un 21,9% no eren unitats familiars. En el 19,2% dels habitatges hi vivien persones soles l'11,9% de les quals corresponia a persones de 65 anys o més que vivien soles. El nombre mitjà de persones vivint en cada habitatge era de 2,62 i el nombre mitjà de persones que vivien en cada família era de 2,97.
Per edats la població es repartia de la següent manera: un 23,8% tenia menys de 18 anys, un 10,4% entre 18 i 24, un 25,8% entre 25 i 44, un 21,5% de 45 a 60 i un 18,5% 65 anys o més.
L'edat mediana era de 39 anys. Per cada 100 dones de 18 o més anys hi havia 90,5 homes.
La renda mediana per habitatge era de 37.841 $ i la renda mediana per família de 43.750 $. Els homes tenien una renda mediana de 34.750 $ mentre que les dones 23.864 $. La renda per capita de la població era de 15.476 $. Entorn del 4,5% de les famílies i el 8,3% de la població estaven per davall del llindar de pobresa.

## Poblacions més properes
El següent diagrama mostra les poblacions més properes.